# 2795 Lepage
A 2795 Lepage (ideiglenes jelöléssel 1979 YM) a Naprendszer kisbolygóövében található aszteroida. Henri Debehogne, Netto, E. R. fedezte fel 1979. december 16-án.